# Bernhard Olsen
Rasmus Ulrik Bernhard Olsen, född 9 september 1836, död 17 juli 1922, var en dansk musieiman.
Olsenhar sin stora berömmelse som skapare av Dansk Folkemuseum, grundat 1879 och öppnat 1885. Från 1901 blev Frilandsmuseet under Olsens ledning uppställt vid Kongens Lyngby, dit Olsen lyckades förvärva ett stort antal äldre allmogebyggnader. Olsen ägde stor administrativ förmåga, klar blick och vidsträckta utvecklingshistoriska kunskaper, vilka även framträdde i ett stort antal uppsatser, som han utgav. Bland dessa märks särskilt De hamburgske Guldsmede Jacob Mores den Ældres og den Yngres Arbejder for Frederik II og Christian IV (1904).

## Utmärkelser
- Riddare av Dannebrogorden,  1879[4]
- Dannebrogsmännens hederstecken,  1905[4]
- Förtjänstmedaljen i guld,  1911[4]
- Kommendör av Dannebrogorden,  1920[4]

[Redigera Wikidata]